# Utahování šroubu
Utahování šroubu (v originále The Turn of the Screw), česky známá též jako Padlí andělé, je opera Benjamina Brittena o prologu a dvou dějstvích, napsaná v roce 1954 na námět spiritualistické povídky Henryho Jamese, kterou v libreto přepracovala Myfanwy Piper. Premiéru měla opera 14. září 1954 v Teatro La Fenice v Benátkách.

## Stručné shrnutí děje
Dvěma sirotkům, dětem Milesovi a Floře se zjevují přízraky bývalého sluhy Quinta a jejich bývalé vychovatelky Jessel a slibují jim splnění jejich přání. Chtějí tak zlomit jejich nevinnost. Jejich nová vychovatelka se je snaží před přízraky a jejich děsivými sny ochránit. Příběh se odehrává na anglickém venkově v polovině 19. století.

## Možná interpretace díla
Někteří znalci Brittenova díla při výkladu této opery naznačují, že skladatel se mohl při jejím psaní ztotožňovat buď s dětskou postavou Milese deprimovaného nuceným potlačováním vlastní sexuality nebo naopak mluví o možném Brittenově ztotožnění se zjevem mrtvého Quinta jednajícího z popudu homosexuálně-pedofilní zainteresovanosti malým Milesem.

## Inscenační historie v Česku
Českou premiéru měla opera 9. února 2000 v Státní opeře Praha, která ji uvedla ve spolupráci s Hudební fakultou AMU překladu Přemysla Charváta.

## Nahrávky
- 1954 Peter Pears, Jennifer Vyvyan, Joan Cross, David Hemmings, Olive Dyer, Peter Pears, Arda Mandikian, English Opera Group Orchestra; Benjamin Britten, LP London Records A 4219, CD Decca 425 672-2
- 1981 Philip Langridge, Helen Donath, Ava June, Michael Ginn, Lillian Watson, Robert Tear, Heather Harper, Covent Garden Opera House Orchestra; Colin Davis, LP Philips 410 426-1, CD Philips 446 325-2
- 1993 Philip Langridge, Felicity Lott, Phyllis Cannan, Sam Pay, Eileen Hulse, Philip Langridge, Nadine Secunde, Aldeburgh Festival Ensemble; Steuart Bedford, Naxos 8.660109-10
- 2002 Ian Bostridge, Joan Rodgers, Jane Henschel, Julian Leang, Caroline Wise, Ian Bostridge, Vivian Tierney, Mahler Chamber Orchestra; Daniel Harding, Virgin 545521-2